# Eudibamus
Genre
Espèce
Eudibamus  est un genre de sauropsides de la sous-classe des Anaspida qui a vécu pendant la période du Permien en Allemagne.

## Description
Eudibamus pouvait mesurer environ 25 cm de long, environ 7 cm de haut et peser jusqu'à 700 grammes. Eudibamus avait des membres postérieurs plus solides et beaucoup plus longs que les membres antérieurs, ce qui suggère qu'il était bipède. Les scientifiques le considèrent comme étant le premier vertébré bipède. On pense[Qui ?] qu'il pouvait atteindre une vitesse de 24 km/h et qu'il pouvait échapper à ses prédateurs. Cet animal avait un crâne triangulaire et arrondi avec de petites dents pointues.

## Alimentation
Les eudibamus se nourrissaient de plantes.

## habitat
Eudibamus vivait dans les forêts en  Allemagne au début du Permien.